# Space (Slavko Kalezić)
„Space” (srp. Svemir) je pesma napisana i izvedena od strane crnogorskog pevača Slavka Kalezića. Objavljena 17. marta 2017.